# Enzo Noir
Enzo Daniel Noir Zanetti (Colón, Provincia de Entre Ríos, Argentina, 26 de julio de 1982) es un exfutbolista argentino. Jugaba de delantero y su último equipo fue Club Parque Sur de Concepción del Uruguay.

## Clubes
| Club                          | País      | Año       |
| ----------------------------- | --------- | --------- |
| Gimnasia y Esgrima (CdU)      | Argentina | 2001-2003 |
| Pozoblanco                    | España    | 2003-2004 |
| Gimnasia y Esgrima (CdU)      | Argentina | 2004-2005 |
| Pozoblanco                    | España    | 2005-2006 |
| Los Barrios                   | España    | 2006-2007 |
| Ceuta                         | España    | 2007-2008 |
| Linense                       | España    | 2008-2009 |
| Cerro Reyes                   | España    | 2009-2010 |
| San Martín de Tucumán         | Argentina | 2010-2011 |
| Central Norte de Salta        | Argentina | 2011-2013 |
| Guaraní Antonio Franco        | Argentina | 2013-2014 |
| Mitre de Santiago del Estero  | Argentina | 2014      |
| Atlético Paraná               | Argentina | 2015-2018 |
| Defensores de Pronunciamiento | Argentina | 2018-2021 |
| C.S.yD. Santa Rosa            | Argentina | 2021      |
| Club Parque Sur               | Argentina | 2022      |